# Ommata maia
Ommata maia är en skalbaggsart som först beskrevs av Newman 1841.  Ommata maia ingår i släktet Ommata och familjen långhorningar.
Artens utbredningsområde är Uruguay. Inga underarter finns listade i Catalogue of Life.